# Abe Dijkman
Pour les articles homonymes, voir Dijkman.
 (février 2019).
Si vous disposez d'ouvrages ou d'articles de référence ou si vous connaissez des sites web de qualité traitant du thème abordé ici, merci de compléter l'article en donnant les références utiles à sa vérifiabilité et en les liant à la section « Notes et références ».
Abe Dijkman, né le 12 août 1993 à Amsterdam, est un acteur néerlandais.

## Filmographie

### Cinéma
- 2001 : Bilocativ : Tommie
- 2009 : Het leven uit een dag (nl) : Le garçon au premier rang
- 2012 : De ontmaagding van Eva van End (nl) : Manuel
- 2012 : Urfeld (nl) : Le jeune Siem

### Téléfilms
- 2007 : Van Speijk : Tommie Zwart
- 2007 : Willemspark (nl) : Mees
- 2011 : Verborgen Verhalen (nl) : Casper
- 2011 : Raveleijn : Thomas Woudenberg
- 2013 : Zusjes (nl) : Freddie
- 2013 : Penoza (nl) : Lucas